# Herbert Alonzo Howe

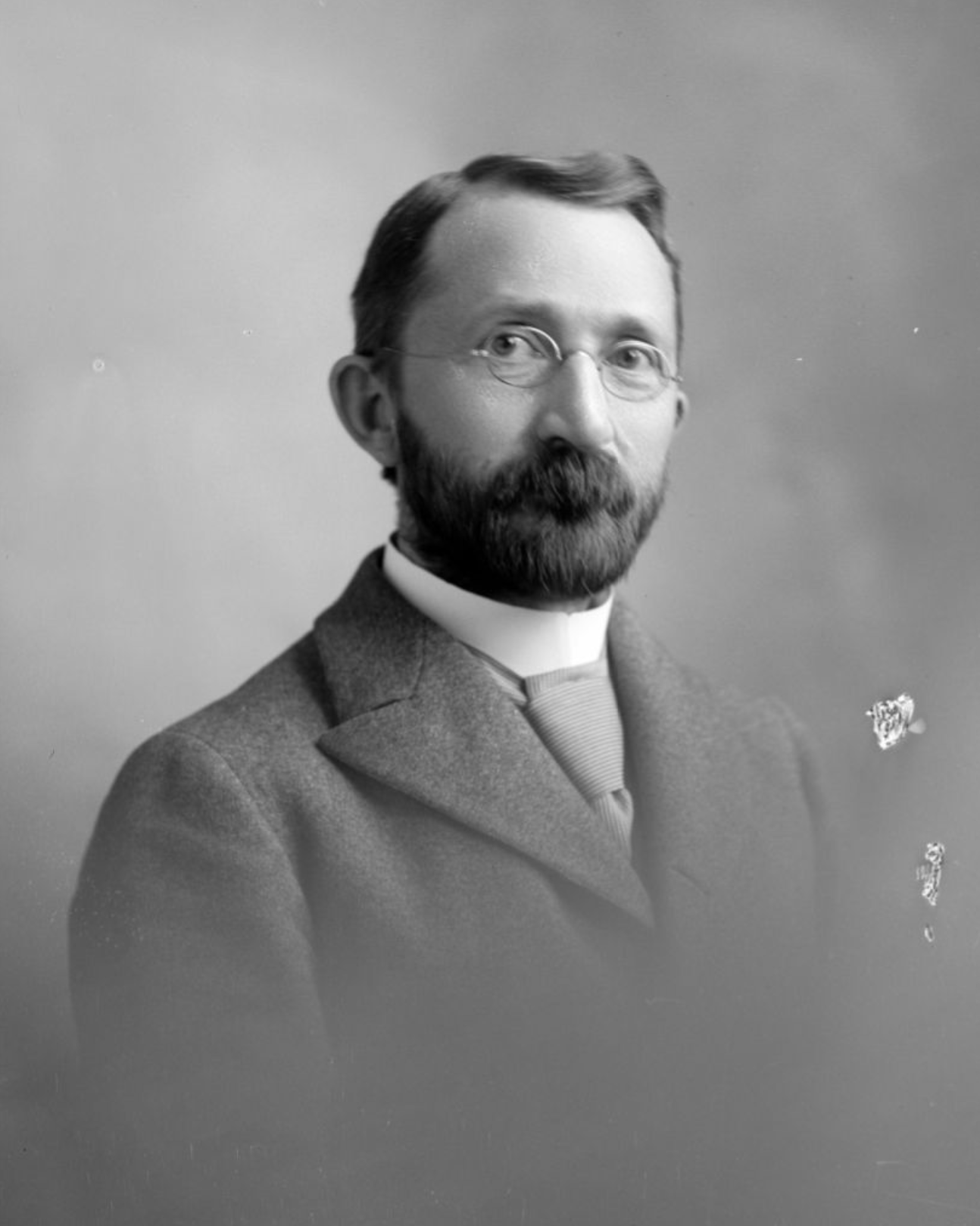
Herbert Alonzo Howe

Herbert Alonzo Howe (* 22. November 1858; † 2. November 1926) war ein US-amerikanischer Astronom und Pädagoge.

## Biographie
Herbert Alonzo Howe wurde in Brockport (New York) als Sohn von Alonzo J. Howe, Professor an der Old University of Chicago, und Julia M. Osgood geboren.
Nachdem er den spektakulären Leoniden-Meteorschauer von 1866 erlebt hatte, entwickelte sich während seiner Jugend sein Interesse an Sternen.
Er schrieb sich an der Old University of Chicago ein, wo er 1875 im Alter von sechzehn Jahren mit dem Bachelor of Arts abschloss.
Er fing als Assistent am Cincinnati Observatory an und arbeitete hauptsächlich in der Berechnung von Umlaufbahnen und der Beobachtung von Doppelsternen.  1877 erhielt den Master of Arts an der  University of Cincinnati unter Professor Ormond Stone.
Lange Arbeitszeiten führten zu gesundheitlichen Problemen und 1880 hatte er zwei pulmonale Hämorrhagie-Erkrankungen, weshalb er sich nach anderen klimatischen Bedingungen umschaute. Glücklicherweise bot ihm der Kanzler der kurz zuvor gegründeten University of Denver in Denver (Colorado) eine Lehrerstelle an. Der Umzug nach Colorado verbesserte seine Gesundheit deutlich und so entschied er sich trotz der fehlenden astronomischen Beobachtungseinrichtungen dort zu bleiben. Howe wurde Professor für Mathematik und Astronomie und war damit der erste Astronomieprofessor der Universität.
Im Jahre 1884 heiratete er Fannie Shattuck, die Tochter des staatlichen Inspektors für das Unterrichtswesen. Im selben Jahr erlangte er mit einer Arbeit über Lösungen des Kepler-Problems  der Bestimmung von Umlaufbahnen den Grad des Doctor of Science der Universität. 1888 erhielt die Universität vom Amateurastronomen  Humphrey Chamberlin eine Spende in Höhe von 50.000 $, die Howe für die Finanzierung eines Observatoriums verwendete. Der Bau rund um die bei Alvin Clarke & Sons gekaufte Linse (Apertur 20 inch = 0,5 m) begann 1889. Zur Zeit der Fertigstellung war das Refraktor-Teleskop das fünftgrößte Instrument dieser Art in den Vereinigten Staaten. Howe wurde 1892 zum Direktor des Chamberlin Observatory ernannt, die ersten Versuchsbeobachtungen begannen im Juli 1894.
Der Großteil von Howes Arbeit am Observatorium bestand in der Beobachtung schwacher Nebel des New General Catalogue, Ausmessungen von Doppelsternen sowie Positionsbestimmungen von Kometen und Asteroiden. 1892 wurde er zum Dekan der Fakultät der freien Künste ernannt, was er bis 1926 ausfüllte aber leider seine Zeit für die Astronomie einschränkte. 1899 diente er als amtsführender Kanzler der Universität. 1910 erhielt er die Doktorwürde (LLD) der Universität von Denver und 1913 ebenfalls vom Colorado College. 1926 verschlechterte sich seine Gesundheit und er begann seinen Nachfolger Albert William Recht einzuarbeiten.

## Werke
- A study of the sky (1896)
- Elements of descriptive astronomy (1897)